# 硫锑铜银矿
硫锑铜银矿（英語：Polybasite）是银，铜，锑和砷的硫代酸盐矿物。化学式为[(Ag,Cu)6(Sb,As)2S7][Ag9CuS4]。
它以黑色单斜晶系晶体(稀疏、平板、含六角、能夠显示暗红色的内部反射)形狀形成。它的莫氏硬度为2.5到3。 它在世界各地被发现为银的矿石之一。 这个名字来自矿物中的卑金屬的数量。

## 圖片

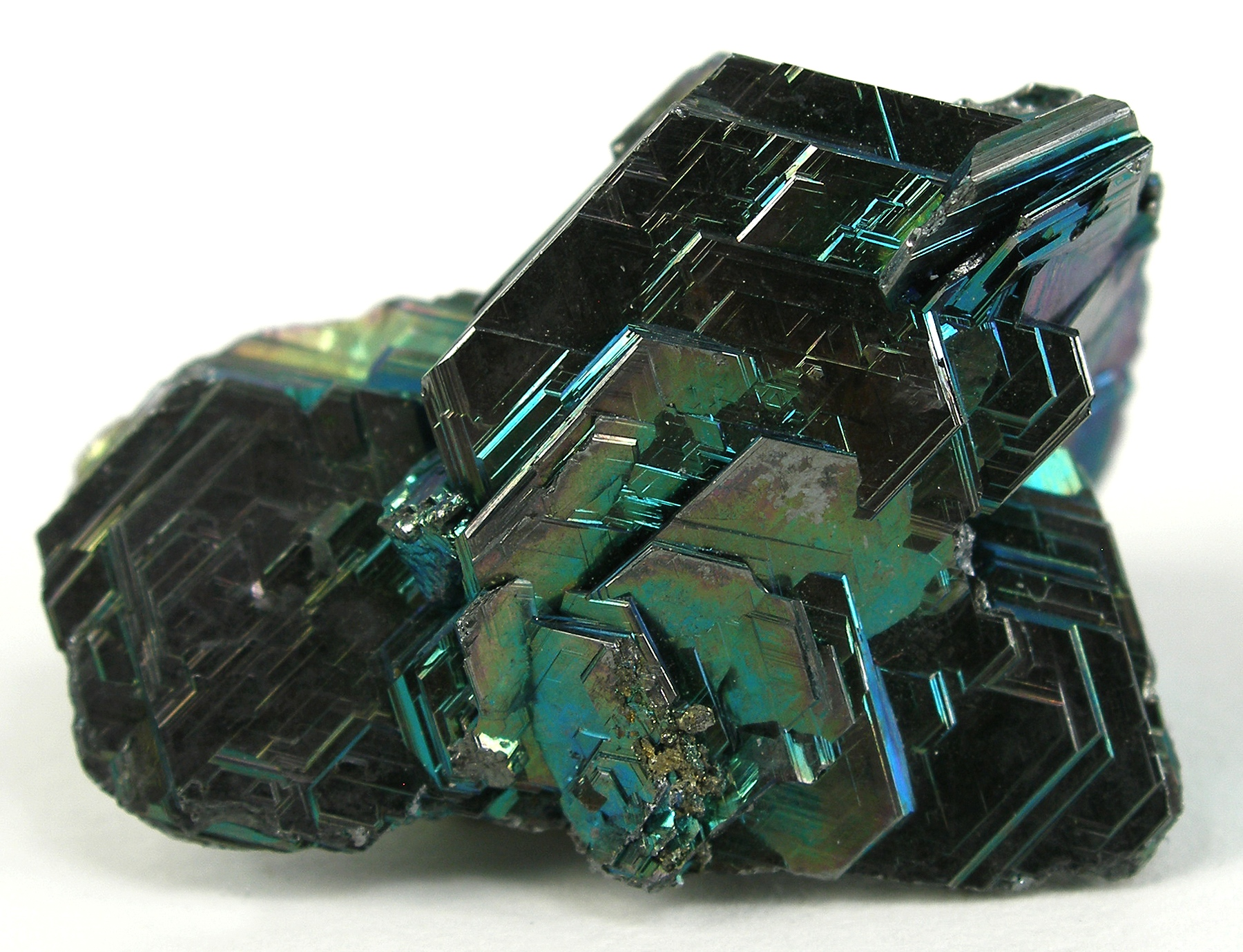
异常的硫锑铜银矿标本，来自加拿大育空地区的Mayo采矿区。